# رالي حائل
رالي حائل ويسمى بـ (تحدي النفود الكبير) ويقام هذا الرالي في صحراء النفود الكبير بالقرب من مدينة حائل.

## التأسيس
تم تدشين هذا الرالي في 9 فبراير 2006 وبرعاية من أمير منطقة حائل الأمير سعود بن عبد المحسن

## مسافة السباق
تبلغ مسافة السباق حوالي 450 كيلو مترا مقسمة على جولتين كل جولة بواقع 225 كيلو متر  وتم زيادة مسافة السباق استعداد لجولة 2013 حيث أصبحت المسافة 1200 كيلو متر 

## الجولات التأهيلية
أقيمت أربع جولات تأهيلية في أربع مدن سعودية ليتأهل منها 7 متسابقون من كل منطقة للمشاركة في رالي حائل
الرياض وجدة والدمام وأخيرا في حائل

## سجل الأبطال
| العام | السيارات                         | الدراجات النارية |
| ----- | -------------------------------- | ---------------- |
| 2006  | فرحان الغالب                     | --               |
| 2007  | راجح الشمري                      | --               |
| 2008  | ناصر العطية                      | --               |
| 2009  | يزيد الراجحي ماثيو بوميل         | --               |
| 2010  | يزيد الراجحي ماثيو بوميل         | --               |
| 2011  | ناصر العطية تيمو غوتشالك         | --               |
| 2012  | يزيد الراجحي                     | --               |
| 2013  | أميروسلاف زابليتال ماسييج مارتون | خالد الفلاسي     |
| 2014  | إبراهيم المهنا                   | مشعل الخالدي     |
| 2015  | يزيد الراجحي                     | أحمد الناصر      |
| 2016  | يزيد الراجحي                     | أحمد الناصر      |
| 2017  | فارس المشنا                      | سعود التميمي     |
| 2018  | عيسى الدوسري                     | علي عبيد         |
| 2019  | عيسى الدوسري                     | علي عبيد         |
| 2020  | كارلوس ساينز                     | لوكاس كروز       |

}

## وصلات خارجية
- الموقع الرسمي.